# Завръщането
„Завръщането“ (на английски: The Revenant) е американски филм от 2015 г. на режисьора Алехандро Гонсалес Иняриту. Сценарият е на Марк Смит и Иняриту, и е базиран на едноименната книга на Майкъл Пунке. Във филма участват Леонардо ди Каприо, Том Харди, Донал Глийсън и Уил Полтър. Премиерата му се състои на 25 декември 2015 г. в Съединените щати, а световната му премиера е на 8 януари 2016 г.

## Сюжет
Внимание:  Текстът по-долу разкрива сюжета на произведението (или части от него)!
Действието на филма се развива през 1823 година в Монтана, северните земи от покупката на Луизиана. Хю Глас (Леонардо ди Каприо) е ловец, който е част от отряда за събиране на животински кожи на капитан Андрю Хенри (Донал Глийсън). Глас има син от индианка, за който се грижи сам. Бивакът на ловците е нападнат от индианци Арикара (наричани Рий), които избиват по-голямата част от отряда. Една четвърт от екипа на капитана се спасява, сред които са Хю Глас, сина му Хоук и Джон Фицджералд (Том Харди).
Малко след като избягват от индианците, Глас е нападнат от мечка гризли, която след дълга борба успява да убие, но получава множество наранявания и отрядът се принуждава да го носи на носилка. Понеже носенето му забавя екипа, капитан Хенри решава да убие Глас, но впоследствие се отказва и предлага пари на няколко души от отряда си, които биха останали с него. С Глас остават неговият син, Джон Фицджералд и младият Джим Бриджър (Уил Полтър). Фицджералд обещава на Хенри, че ще остане с него, докато Глас умре и че ще го погребе подобаващо. Понеже Глас не може да говори заради нараняванията си, Фицджералд решава да го убие, като го задуши, но е прекъснат от неговия син. Тогава Фицджералд намушква с нож сина на Глас и го убива пред очите му. Фицджералд успява да излъже Бриджър, че не знае къде е Хоук и че трябва да бягат, защото предстои да бъдат нападнати от индианци, които са наблизо. Двамата оставят Глас сам и наполовина заровен в специално изкопан за него гроб.
Впоследствие Бриджър разбира, че Фицджералд го е излъгал за индианците и че целта му е била единствено да се докопа до паричната награда. Двамата се придвижват до селището, където е отседнал капитан Хенри и оцелелият му екип. Фицджералд получава обещаните му пари, но Бриджър отказва да ги вземе.
Хю Глас обаче остава жив и след множество премеждия успява да намери капитан Хенри и да издири Фицджералд, за да му отмъсти.

## Награди и номинации
| Категория                              | Номиниран(и)                           | Резултат                    |
| Оскар (28 февруари 2016 г.)            | Оскар (28 февруари 2016 г.)            | Оскар (28 февруари 2016 г.) |
| -------------------------------------- | -------------------------------------- | --------------------------- |
| Най-добър режисьор                     | Алехандро Гонсалес Иняриту             | награда                     |
| Най-добра кинематография               | Емануел Любецки                        | награда                     |
| Най-добра мъжка роля                   | Леонардо ди Каприо                     | награда                     |
| Най-добър филм                         | Най-добър филм                         | номинация                   |
| Най-добри декори                       | Най-добри декори                       | номинация                   |
| Най-добри костюми                      | Най-добри костюми                      | номинация                   |
| Най-добри визуални ефекти              | Най-добри визуални ефекти              | номинация                   |
| Най-добър звук                         | Най-добър звук                         | номинация                   |
| Най-добър звуков монтаж                | Най-добър звуков монтаж                | номинация                   |
| Най-добър грим и прически              | Най-добър грим и прически              | номинация                   |
| Най-добър филмов монтаж                | Стивън Мириони                         | номинация                   |
| Най-добра поддържаща мъжка роля        | Том Харди                              | номинация                   |
| Награда на БАФТА (14 февруари 2016 г.) |                                        |                             |
| Най-добър филм                         | Най-добър филм                         | награда                     |
| Най-добър звук                         | Най-добър звук                         | награда                     |
| Най-добра режисура                     | Алехандро Гонсалес Иняриту             | награда                     |
| Най-добра кинематография               | Емануел Любецки                        | награда                     |
| Най-добър актьор в главна роля         | Леонардо ди Каприо                     | награда                     |
| Най-добър грим и прически              | Най-добър грим и прически              | номинация                   |
| Най-добър филмов монтаж                | Стивън Мириони                         | номинация                   |
| Най-добра филмова музика               | Алва Ното и Риучи Сакамото             | номинация                   |
| Златен глобус (10 януари 2016 г.)      |                                        |                             |
| Най-добър филм – драма                 | Най-добър филм – драма                 | награда                     |
| Най-добър режисьор                     | Алехандро Гонсалес Иняриту             | награда                     |
| Най-добър актьор в драматичен филм     | Леонардо ди Каприо                     | награда                     |
| Най-добра филмова музика               | Алва Ното и Риучи Сакамото             | номинация                   |
| Сателит (21 февруари 2016 г.)          |                                        |                             |
| Най-добър актьор                       | Леонардо ди Каприо                     | награда                     |
| Най-добър филм                         | Най-добър филм                         | номинация                   |
| Най-добър режисьор                     | Алехандро Гонсалес Иняриту             | номинация                   |
| Най-добър адаптиран сценарий           | Алехандро Гонсалес Иняриту и Марк Смит | номинация                   |
| Най-добра кинематография               | Емануел Любецки                        | номинация                   |
| Емпайър (20 март 2016 г.)              |                                        |                             |
| Най-добър филм                         | Най-добър филм                         | награда                     |
| Най-добър грим и прически              | Най-добър грим и прически              | номинация                   |
| Най-добри визуални ефекти              | Най-добри визуални ефекти              | номинация                   |
| Най-добър режисьор                     | Алехандро Гонсалес Иняриту             | номинация                   |
| Най-добър актьор                       | Леонардо ди Каприо                     | номинация                   |